# Edenderry
Edenderry (irisch Éadan Doire) ist eine Stadt im County Offaly im mittleren Osten der Republik Irland.

## Der Ort
Edenderry liegt im äußersten Osten von Offaly, nahe den Countys Kildare und Meath, an einem Seitenarm des Grand Canal, der unmittelbar südlich der Stadt verläuft. Im 16. Jahrhundert trug Edenderry den Namen Coolestown, nach einer Familie Cooley oder Cowley, die hier ein Schloss errichtet hatte. Der irische Name entspricht der Bedeutung „the hill-brow of the oak wood“ im Englischen.

## Demografie und Verkehrsanbindung
Bei der Volkszählung 2022 lebten in Edenderry (incl. nahem Umland) 7888 Personen. Von Dublin ist Edenderry 64 km entfernt und mit der Hauptstadt über eine Regionalstraße zur N4 (Dublin−Sligo) verbunden. An den Schienenverkehr in Irland ist Edenderry nicht mehr angeschlossen, jedoch verbindet Bus Éireann den Ort via Clane mit dem Busáras in Dublin.

## Persönlichkeiten
- John Rooney (1844–1927), römisch-katholischer Geistlicher und Bischof
- Robert Kennedy (1880–1963), Hockeyspieler